# 中国社会工作教育协会
中国社会工作教育协会是社会工作教育领域的一家社会团体，系全国性一级学术社团。该协会于1994年成立后，曾编写《中国社会工作研究》、开展地震灾后救援等工作。